# Peltigera nana
Peltigera nana är en lavart som beskrevs av Vain. Peltigera nana ingår i släktet Peltigera och familjen Peltigeraceae.   Inga underarter finns listade i Catalogue of Life.